# Zbrodnia w Mucznem
Zbrodnia w Mucznem – zbrodnia dokonana w nocy z 15 na 16 sierpnia 1944 roku we wsi Muczne na terenie leśniczówki Brenzberg leżącej w połowie drogi pomiędzy Mucznem a Dźwiniaczem, w gminie Lutowiska, powiecie leskim ówczesnego województwa lwowskiego (obecnie powiat bieszczadzki w województwie podkarpackim) przez oddział Ukraińskiej Powstańczej Armii (UPA) na ponad 70 osobach narodowości polskiej.
Wśród zamordowanych przeważali uchodźcy z obszaru województwa wołyńskiego, którzy opuścili swoje domostwa po rozpoczęciu rzezi wołyńskiej i oraz ludność cofająca się przed frontem – łącznie 74 osoby. Była to największa zbrodnia dokonana przez oddziały UPA w Bieszczadach. W rozlicznych publikacjach bywa określana jako cicha zbrodnia ze względu na to, że została dokonana bez jednego wystrzału, przy użyciu narzędzi rolniczych.

## Upamiętnienie
We wrześniu 2010 roku w pobliżu miejsca zbrodni bieszczadzcy leśnicy postawili pomnik poświęcony ofiarom zbrodni.

## Poszukiwania IPN
Podczas 5 dni prac (9–13 sierpnia 2022 r.) przebadano ok. 700 m² terenu na polanie, gdzie przed laty znajdowała się leśniczówka, jak również w sąsiedztwie wzniesionego upamiętnienia.
W dniach 22–26 maja 2023 r. podczas drugiego etapu poszukiwań przebadano obszar ok. 300 m², w tym teren bezpośrednio przylegający do miejsca, gdzie niegdyś znajdowały się zabudowania.
W dniach 6–24 maja 2024 r. IPN przeprowadził czwarty etap poszukiwań szczątków ofiar. Wykonano 53 wykopy sondażowe, o łącznej powierzchni 2400 m². W sąsiedztwie drogi prowadzącej na polanę znaleziono zbiór amunicji z początku XX w.
Przeprowadzone do tej pory poszukiwania nie ujawniły śladów mogił ofiar.